# Ashcroftina-(Y)
L'ashcroftina-(Y) és un mineral de la classe dels silicats. Va ser descoberta l'any 1924 a les pegmatites de Narsaarsuk, Igaliku (Groenlàndia). Va ser anomenada per Max Hutchinson Hey i Frederick Allen Bannister en honor de Frederick Noel Ashcroft (1878-1949), un molt conegut col·leccionista de minerals britànic.

## Característiques
L'ashcroftina-(Y) és un inosilicat amb fórmula química K₅Na₅Y₁₂Si₂₈O₇₀(OH)₂(CO₃)₈(H₂O)₈. Cristal·litza en el sistema tetragonal en forma de cristalls prismàtics, estriats, de fins a 2 mm. La seva duresa a l'escala de Mohs és 5. És de color rosa i la seva ratlla és blanca.
Segons la classificació de Nickel-Strunz, l'ashcroftina-(Y) pertany a «09.DN - Inosilicats amb 6 cadenes dobles periòdiques» juntament amb els següents minerals com l'emeleusita, la tuhualita, la zektzerita i la semenovita-(Ce).

## Formació i jaciments
S'ha trobat en sienites i en pegmatites. La seva localitat tipus es troba a Igaliku, Narsaq (Kujalleq, Groenlàndia). També se n'ha trobat a Osteria dell'Osa (Roma, Itàlia) i a Mont Saint-Hilaire (Québec, Canadà).